# Mesochorus yosemite
Mesochorus yosemite là một loài tò vò trong họ Ichneumonidae.